# Thyrophorella thomensis
Thyrophorella thomensis é uma espécie de gastrópode  da família Thyrophorellidae, única espécie do género Thyrophorella.
É endémica de São Tomé e Príncipe.